# Thjórsá

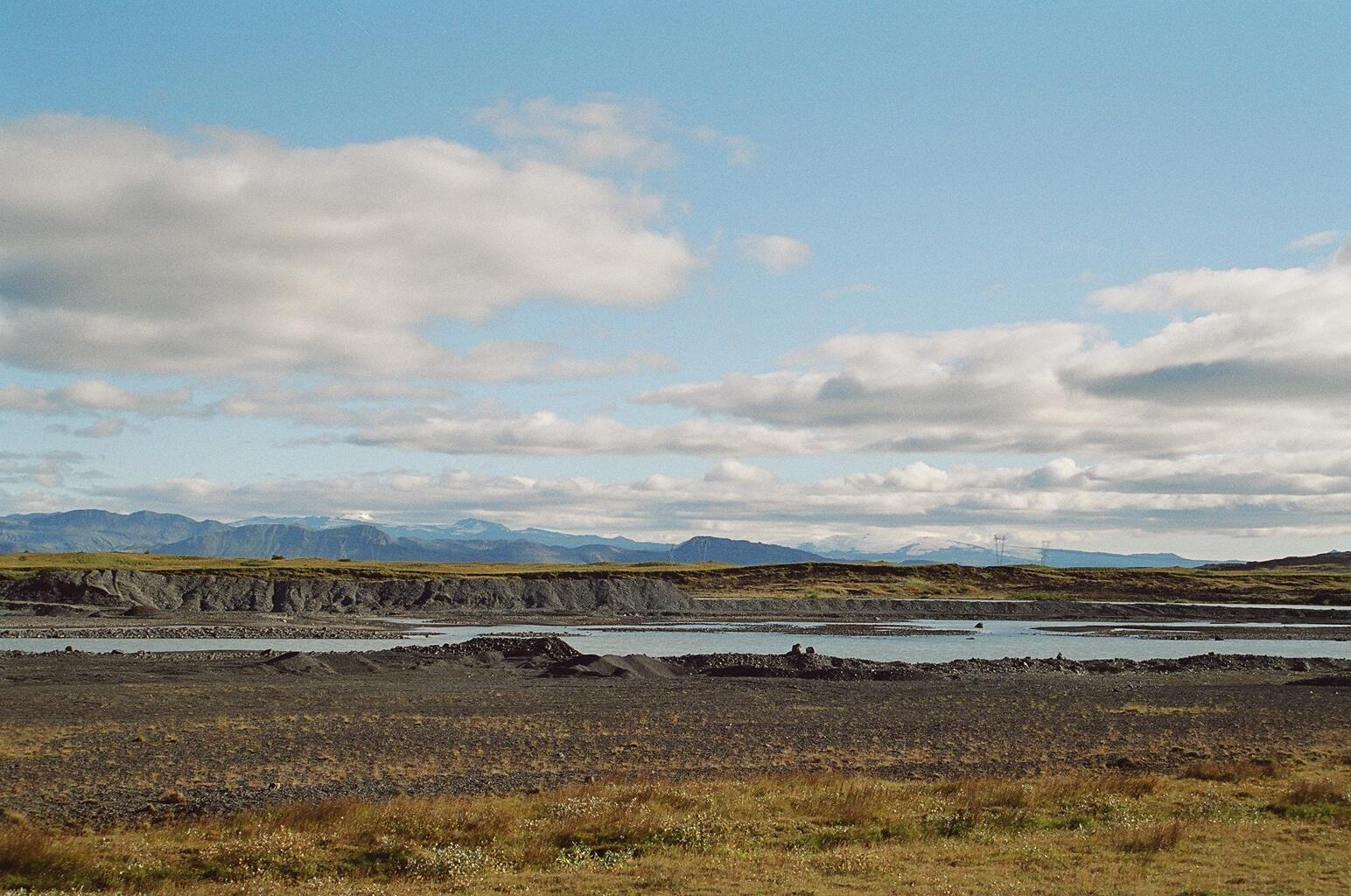
El riu Thjórsá amb les glaceres Tindfjallajökull a l'esquerra i Eyjafjallajökull a la dreta.

El riu Thjórsá és el més llarg d'Islàndia amb 230 km i es troba al sud de l'illa.
Té el seu origen en la glacera Hofsjökull i flueix en direcció sud-oest a través de gorges estretes fins a la desembocadura a l'oceà Atlàntic.
Té com a afluent el riu Tungnaá i és la principal font d'energia hidroelèctrica del país.